# Шайма (Угольское сельское поселение)
Шайма — деревня в Шекснинском районе Вологодской области.
Входит в состав сельского поселения Угольского, с точки зрения административно-территориального деления — в Угольский сельсовет.
Расстояние по автодороге до районного центра Шексны — 24 км, до центра муниципального образования Покровского — 6 км. Ближайшие населённые пункты — Покровское, Славянка, Роица.
По переписи 2002 года население — 8 человек.